# Visite à Oscar Dominguez
Visite à Oscar Dominguez è un documentario cortometraggio del 1947 diretto da Alain Resnais e basato sulla vita del pittore spagnolo Óscar Domínguez.